# 唐韶
唐韶（1438年—？），字尚虞，直隸蘇州府常熟縣人，民籍，明朝政治人物。進士出身。

## 生平
早年出身國子生，后中举應天府鄉試第一百三十名。成化十一年（1475年）乙未科會試第一百三名，殿試登進士第三甲第四十五名。

## 家族
曾祖父唐貴祿。祖父唐文英。父亲唐瑀，曾任典史。